# Ammar Malik
Ammar Malik (Virgínia, 22 de junho de 1987) é um compositor norte-americano.